# L'Adoration des mages (Botticelli, Florence, 1500)
Pour les articles homonymes, voir L'Adoration des mages (homonymie).
Ne doit pas être confondu avec L'Adoration des mages (Botticelli, Florence, vers 1475).
L'Adoration des mages est un tableau du peintre italien Sandro Botticelli daté de 1500 mais resté inachevé. Cette tempera sur bois représente l'Adoration des mages en mettant en scène une foule particulièrement fournie dans un paysage composé de ruines monumentales. Elle est conservée dans les collections du musée des Offices, à Florence.